# Cherreau
Cherreau is een plaats en voormalige gemeente in het Franse departement Sarthe (regio Pays de la Loire) en telt 726 inwoners (1999). De plaats maakt deel uit van het arrondissement Mamers. Cherreau is op 1 januari 2019 gefuseerd met de gemeente Cherré tot de gemeente Cherré-Au. 

## Geografie
De oppervlakte van Cherreau bedraagt 11,6 km², de bevolkingsdichtheid is 62,6 inwoners per km².
De onderstaande kaart toont de ligging van Cherreau met de belangrijkste infrastructuur en aangrenzende gemeenten.

## Demografie
Onderstaande figuur toont het verloop van het inwonertal (bron: INSEE-tellingen).